# Чуковский, Корней Иванович
Корне́й Ива́нович Чуко́вский (при рождении — Никола́й Корнейчуко́в; 19 [31] марта 1882, Санкт-Петербург, Российская империя — 28 октября 1969, Москва, СССР) — русский и советский поэт, публицист, литературный критик, переводчик и литературовед, детский писатель, журналист. Лауреат Ленинской премии (1962), кавалер ордена Ленина (1957). Самый издаваемый в Советском Союзе и России автор детской литературы; тираж книг Чуковского за 2017 год превысил два миллиона экземпляров.
Отец писателей Николая Корнеевича Чуковского и Лидии Корнеевны Чуковской.

## Биография

### Происхождение
Николай Корнейчуков, позже взявший себе литературный псевдоним Корней Чуковский, родился в Санкт-Петербурге 19 (31) марта 1882 года у украинской крестьянки Екатерины Осиповны Корнейчуковой. Его отцом был потомственный почётный гражданин Эммануил Соломонович Левенсон (1851—1920), в семье которого жила прислугой мать Корнея Чуковского. Брак между христианкой и иудеем законами Российской империи не разрешался, тем не менее они прожили вместе несколько лет. До Николая родилась старшая дочь Мария (Маруся). Через несколько лет после рождения сына Левенсон оставил свою незаконную семью, женился на враче Кларе Исааковне Рабинович и переехал в Баку, где открыл «Первое типографское товарищество». Мать Николая была вынуждена вернуться в Одессу.
Детство Николай Корнейчуков провёл в Одессе и Николаеве. В Одессе семейство поселилось во флигеле, в доме Макри на Новорыбной улице (ныне — Пантелеймоновская), № 6. В 1887 году Корнейчуковы сменили квартиру, переехав в дом Баршмана, Канатный переулок, № 3. Пятилетнего Николая отдали в детский сад мадам Бехтеевой. Какое-то время будущий писатель учился во второй одесской гимназии (впоследствии стала пятой). Одноклассником его в ту пору был Борис Житков (в будущем также писатель и путешественник), с которым у юного Николая Корнейчукова завязались дружеские отношения. Окончить гимназию Чуковскому так и не удалось: из пятого класса его отчислили, по его собственным утверждениям, из-за низкого происхождения. Эти события он описал в автобиографической повести «Серебряный герб».
По метрике у Николая и его сестры Марии, как незаконнорождённых, не было отчества; в других документах дореволюционного периода его отчество указывалось по-разному — Васильевич (в свидетельстве о браке и крещении сына Николая, впоследствии закрепилось в большинстве поздних биографий как часть «настоящего имени»; дано по крёстному отцу), Степанович, Эммануилович, Мануилович, Емельянович, сестра Маруся носила отчество Эммануиловна или Мануиловна. С начала литературной деятельности Корнейчуков использовал псевдоним Корней Чуковский, к которому позже присоединилось фиктивное отчество — Иванович. После революции сочетание «Корней Иванович Чуковский» стало его настоящим именем, отчеством и фамилией.
По воспоминаниям К. Чуковского, у него «никогда не было такой роскоши, как отец или хотя бы дед», что в юности и в молодости служило для него постоянным источником стыда и душевных страданий.
Его дети — Николай, Лидия, Борис и умершая в детстве Мария (Мурочка), которой посвящены многие детские стихи отца, — носили (по крайней мере, после революции) фамилию Чуковских и отчество Корнеевич/Корнеевна.

### Журналистская деятельность до Октябрьской революции
С 1901 года Чуковский начал писать статьи в «Одесских новостях». В литературу Чуковского ввёл его гимназический друг, журналист В. Е. Жаботинский. Жаботинский также был поручителем жениха на свадьбе Чуковского и Марии Борисовны Гольдфельд.
Затем в 1903 году Чуковский, соблазнившись высоким по тем временам окладом — издатель обещал 100 рублей ежемесячно, — отправился корреспондентом «Одесских новостей» в Лондон, куда выехал с молодой женой. Кроме «Одесских новостей» английские статьи Чуковского публиковались в «Южном обозрении» и в некоторых киевских газетах. Но гонорары из России поступали нерегулярно, а затем и вовсе прекратились. Беременную жену пришлось отправить обратно в Одессу. Чуковский подрабатывал перепиской каталогов в Британском музее. Зато в Лондоне Чуковский основательно ознакомился с английской литературой — прочитал в оригинале Диккенса, Теккерея.
Вернувшись в Одессу в конце 1904 года, Чуковский поселился с семьёй на улице Базарной, № 2 и окунулся в события революции 1905 года. Чуковский оказался захвачен революцией. Он дважды посетил восставший броненосец «Потёмкин», кроме прочего приняв письма к близким у восставших моряков.
В Петербурге начал издавать сатирический журнал «Сигнал». Среди авторов журнала были такие известные писатели, как Александр Куприн, Фёдор Сологуб и Надежда Тэффи. После четвёртого номера его арестовали за «оскорбление величества». Его защищал знаменитый адвокат Оскар Грузенберг, добившийся оправдания.
В 1906 году Корней Иванович приехал в финское местечко Куоккала (ныне — Репино, Курортный район Санкт-Петербурга), где свёл близкое знакомство с художником Ильёй Репиным и писателем Владимиром Короленко. Именно Чуковский убедил Репина серьёзно отнестись к своему писательству и подготовить книгу воспоминаний «Далёкое близкое». В Куоккале Чуковский прожил около 10 лет. От сочетания слов Чуковский и Куоккала образовано «Чукоккала» (придумано Репиным) — название рукописного юмористического альманаха, который Корней Иванович вёл до последних дней своей жизни.
В 1907 году Чуковский опубликовал переводы Уолта Уитмена. Книга стала популярной, что увеличило известность Чуковского в литературной среде. Чуковский стал влиятельным критиком, насмешливо отзываясь о модных в то время произведениях массовой литературы и популярной беллетристики: книгах Лидии Чарской и Анастасии Вербицкой, «пинкертоновщине» и других, остроумно защищал футуристов — как в статьях, так и в публичных лекциях — от нападок традиционной критики (познакомился в Куоккале с Маяковским и в дальнейшем с ним приятельствовал), хотя сами футуристы далеко не всегда были ему за это благодарны; вырабатывал собственную узнаваемую манеру (реконструкция психологического облика писателя на основании многочисленных цитат из него).
В 1916 году Чуковский с делегацией Государственной думы вновь посетил Англию. В 1917 году Русское общество для изучения еврейской жизни (председатель — граф И. И. Толстой, товарищ председателя — А. М. Пешков) выпустило книгу Дж. Паттерсона «С еврейским отрядом в Галлиполи» (о еврейском легионе в составе британской армии) под редакцией и с предисловием Чуковского, с приложением статей В. Е. Жаботинского и капитана И. Трумпельдора. В оригинале книга называлась так: «С сионистами в Галлиполи» (With the Zionists in Gallipoli, by Lt.-Colonel J.H. Patterson, D.S.O.).
После революции Чуковский продолжал заниматься критикой, издав две наиболее знаменитые свои книги о творчестве современников — «Книга об Александре Блоке» («Александр Блок как человек и поэт») и «Ахматова и Маяковский». Условия советского времени оказались неблагоприятны для критической деятельности, и Чуковскому пришлось этот свой талант «зарыть в землю», о чём он впоследствии сожалел.

### Литературоведение
В 1908 году опубликованы его критические очерки о писателях Чехове, Бальмонте, Блоке, Сергееве-Ценском, Куприне, Горьком, Арцыбашеве, Мережковском, Брюсове и других, составившие сборник «От Чехова до наших дней», выдержавший в течение года три издания.
С 1917 года Чуковский принялся за многолетний труд о Некрасове, своём любимом поэте. Его стараниями вышло первое советское собрание стихотворений Некрасова. Чуковский закончил работу над ним только в 1926 году, переработав массу рукописей и снабдив тексты научными комментариями. Монография «Мастерство Некрасова», вышедшая в 1952 году, много раз переиздавалась, а в 1962 году Чуковский был удостоен за неё Ленинской премии. После 1917 года удалось опубликовать значительную часть стихов Некрасова, которые либо были ранее запрещены царской цензурой, либо на них было наложено «вето» правообладателями. Примерно четверть известных в настоящее время стихотворных строк Некрасова была введена в оборот именно Корнеем Чуковским. Кроме того, в 1920-е годы им были обнаружены и изданы рукописи прозаических сочинений Некрасова («Жизнь и похождения Тихона Тростникова», «Тонкий человек» и других).
Помимо Некрасова, Чуковский занимался биографией и творчеством ряда других писателей XIX века (Чехова, Достоевского, Слепцова), чему посвящена, в частности, его книга «Люди и книги шестидесятых годов», участвовал в подготовке текста и редактировании многих изданий. Самым близким себе по духу писателем Чуковский считал Чехова.

### Детские стихи и сказки
Увлечение детской словесностью, прославившее Чуковского, началось сравнительно поздно, когда он был уже знаменитым критиком. В 1916 году Чуковский составил сборник «Ёлка» и написал свою первую сказку «Крокодил». Позднее вышли его знаменитые сказки «Тараканище», в 1921 году, и «Мойдодыр», в 1923 году, а через год — «Бармалей».
Несмотря на то, что сказки были напечатаны большим тиражом и выдержали множество изданий, они не вполне отвечали задачам советской педагогики. В феврале 1928 года в «Правде» была опубликована статья заместителя народного комиссара просвещения РСФСР Н. К. Крупской «О „Крокодиле“ Чуковского»:

Такая болтовня — неуважение к ребёнку. Сначала его манят пряником — весёлыми, невинными рифмами и комичными образами, а попутно дают глотать какую-то муть, которая не пройдёт бесследно для него. Я думаю, «Крокодила» ребятам нашим давать не надо…
Вскоре в среде партийных критиков и редакторов возникает термин — «чуковщина». Восприняв критику, Чуковский в декабре 1929 года в «Литературной газете» опубликует письмо, в котором «отречётся» от старых сказок и заявит о намерениях изменить направление своего творчества, написав сборник стихов «Весёлая колхозия», однако обещания своего не сдержит. Сборник так и не выйдет из-под его пера, а следующая стихотворная сказка будет написана только через 13 лет.
Несмотря на критику «чуковщины», именно в этот период в ряде городов Советского Союза устанавливаются скульптурные композиции по мотивам сказок Чуковского. Наиболее известен фонтан «Бармалей» («Детский хоровод», «Дети и крокодил») работы советского скульптора Р. Р. Иодко, установленный в 1930 году по типовому проекту в Сталинграде и других городах России и Украины. Композиция представляет собой иллюстрацию к одноимённой сказке Чуковского. Сталинградский фонтан прославится как одно из немногих сооружений, уцелевших во время Сталинградской битвы.
В жизни Чуковского к началу 1930-х годов появилось ещё одно увлечение — изучение психики детей и того, как они овладевают речью. Он записал свои наблюдения за детьми, за их словесным творчеством в книге «От двух до пяти» (1933).

Все другие мои сочинения до такой степени заслонены моими детскими сказками, что в представлении многих читателей я, кроме «Мойдодыров» и «Муха-Цокотуха», вообще ничего не писал.
— Чуковский К. И. «О себе» // Собрание сочинений: В 15 т. Т. 1. — 2-е изд., электронное, испр.. — М.: Агентство ФТМ, Лтд., 2013. — С. 11—12. — 598 с.
Был членом редакции советского детского журнала «Мурзилка» (в 1945, в 1946).

Так для детей никто ещё не писал. Долой все каноны! Долой все преграды слов! Долой логику! Долой канцелярщину! И да здравствует революция! Новой мысли и необыкновенной фантазии!.. Откуда подобное творчество, доведённое до абсурда? И в то же время такое осмысленное и гармоничное. Так для детей мог написать только ребёнок. И гений. Или гений с душой ребёнка. Повторить это невозможно. Даже искусственный интеллект здесь абсолютно бессилен. Снимайте шляпу, господа, перед живым словом…
— Елена Сазанович, «Магус магнификус» (эссе о К. И. Чуковском в «Литературной газете», 01.11.2024).

### Другие произведения
В 1930-е годы Чуковский много занимался теорией художественного перевода (вышедшая в 1936 году книга «Искусство перевода» была переиздана перед началом войны, в 1941 году, под названием «Высокое искусство») и собственно переводами на русский язык (М. Твен, О. Уайльд, Р. Киплинг и другие, в том числе в форме «пересказов» для детей).
Начинает писать мемуары, над которыми работает до конца жизни («Современники» в серии «ЖЗЛ»).
Посмертно опубликованы «Дневники 1901—1969».
В годы войны эвакуирован с семьёй в Ташкент. Младший сын Борис погиб на фронте. Как доносил НКГБ в ЦК ВКП(б), в годы войны Чуковский высказывался: «…Всей душой желаю гибели Гитлера и крушения его бредовых идей. С падением нацистской деспотии мир демократии встанет лицом к лицу с советской деспотией. Будем ждать».
1 марта 1944 года в газете «Правда» вышла статья П. Юдина «Пошлая и вредная стряпня К. Чуковского», в которой был устроен разбор изданной в 1943 году в Ташкенте книги Чуковского «Одолеем Бармалея!» (Айболития ведёт войну со Свирепией и её царём Бармалеем), и книга эта признавалась в статье вредной:

Сказка К. Чуковского — вредная стряпня, которая способна исказить в представлении детей современную действительность.
«Военная сказка» К. Чуковского характеризует автора, как человека, или не понимающего долга писателя в Отечественной войне, или сознательно опошляющего великие задачи воспитания детей в духе социалистического патриотизма.

### Последние годы
В 1960-е годы К. Чуковский задумал пересказ Библии для детей. К этому проекту он привлёк писателей и литераторов и тщательно редактировал их работу. Сам проект был очень трудным в связи с антирелигиозной позицией советской власти. В частности, от Чуковского потребовали, чтобы слова «Бог» и «евреи» не упоминались в книге; силами литераторов для Бога был придуман псевдоним «Волшебник Яхве». Книга под названием «Вавилонская башня и другие древние легенды» вышла в свет в издательстве «Детская литература» в 1968 году, однако весь её тираж был уничтожен властями. Обстоятельства запрета издания позже описывал Валентин Берестов, один из авторов книги: «Был самый разгар великой культурной революции в Китае. Хунвейбины, заметив публикацию, громогласно потребовали размозжить голову старому ревизионисту Чуковскому, засоряющему сознание советских детей религиозными бреднями. Запад откликнулся заголовком „Новое открытие хунвейбинов“, а наши инстанции отреагировали привычным образом». Книга была опубликована в 1990 году.
В последние годы Чуковский, всенародный любимец, лауреат ряда государственных премий и кавалер орденов, вместе с тем поддерживал контакты с диссидентами Александром Солженицыным, Павлом Литвиновым, видной правозащитницей была также его дочь Лидия. На даче в Переделкине, где писатель постоянно жил последние годы, он устраивал встречи с окрестными детьми, беседовал с ними, читал стихи, приглашал на встречи известных людей, знаменитых лётчиков, артистов, писателей, поэтов. Переделкинские дети, давно ставшие взрослыми, до сих пор вспоминают эти детские посиделки на даче Чуковского. В 1957 году передал в дар Переделкинскому райисполкому построенную на собственные сбережения библиотеку со всем инвентарём и библиотечным фондом.
В 1966 году подписал письмо 25 деятелей культуры и науки генеральному секретарю ЦК КПСС Л. И. Брежневу против реабилитации Сталина.
Скончался 28 октября 1969 года от вирусного гепатита в Кунцевской больнице. На даче в Переделкине, где писатель прожил большую часть жизни, ныне действует его музей.
Из воспоминаний Ю. Г. Оксмана:

Лидия Корнеевна Чуковская заранее передала в Правление московского отделения Союза писателей список тех, кого её отец просил не приглашать на похороны. Вероятно, поэтому не видно Аркадия Васильева и других черносотенцев от литературы. Прощаться пришло очень мало москвичей: в газетах не было ни строки о предстоящей панихиде. Людей мало, но, как на похоронах Эренбурга, Паустовского, милиции — тьма. Кроме мундирных, множество «мальчиков» в штатском, с угрюмыми, презрительными физиономиями. Мальчики начали с того, что оцепили кресла в зале, не дают никому задержаться, присесть. Пришёл тяжело больной Шостакович. В вестибюле ему не позволили снять пальто. В зале запретили садиться в кресло. Дошло до скандала.

Гражданская панихида. Заикающийся С. Михалков произносит выспренние слова, которые никак не вяжутся с его равнодушной, какой-то даже наплевательской интонацией: «От Союза писателей СССР…», «От Союза писателей РСФСР…», «От издательства „Детская литература“…», «От Министерства просвещения и Академии педагогических наук…» Всё это произносится с глупой значительностью, с какой, вероятно, швейцары прошлого века во время разъезда гостей вызывали карету графа такого-то и князя такого-то. Да кого же мы хороним, наконец? Чиновного бонзу или жизнерадостного и насмешливого умницу Корнея? Отбарабанила свой «урок» А. Барто. Кассиль исполнил сложный словесный пируэт для того, чтобы слушатели поняли, насколько он лично был близок покойному. И только Л. Пантелеев, прервав блокаду официозности, неумело и горестно сказал несколько слов о гражданском лике Чуковского. Родственники Корнея Ивановича просили выступить Л. Кабо, но когда в переполненном помещении она присела к столу, чтобы набросать текст своего выступления, к ней подошёл генерал КГБ В. Ильин (в миру — секретарь по оргвопросам Московской писательской организации) и корректно, но твёрдо заявил ей, что выступать ей не позволит.— 
Похоронен на Переделкинском кладбище.

## Семья
Дед по отцовской линии — Соломон Михайлович Левенсон, выпускник Берлинского университета, врач, потомственный почётный гражданин (1872), автор монографии «К вопросу об уголовной ответственности врача» (Одесса: тип. «Одесского вестника», 1888).
Жена (с 26 мая 1903 года) — Мария Борисовна Чуковская (урождённая Мария Арон-Беровна Гольдфельд, 6 июня 1880, Одесса — 1955, Москва). Дочь одесского мещанина, бухгалтера Арона-Бера Рувимовича Гольдфельда и домохозяйки Тубы (Таубы) Ойзеровны Гольдфельд.
- Сын — Николай Чуковский (1904—1965), поэт, прозаик и переводчик. Его жена — Марина Николаевна Рейнке (1905—1993), переводчица[39].
  - Внучка — Наталья Николаевна Костюкова (Чуковская), Тата (род. 1925), микробиолог, профессор, доктор медицинских наук, заслуженный деятель науки России[40][41].
  - Внук — Николай Николаевич Чуковский (1933—2022), инженер-связист, возглавлял сектор спутниковой оптической связи в НИИ радиоэлектроники МГТУ им. Н. Э. Баумана;
  - Внук — Дмитрий Николаевич Чуковский (род. 1943), муж теннисистки Анны Дмитриевой[42].
- Дочь — Лидия Чуковская (1907—1996), писательница и диссидент. Её первым мужем был литературовед и историк литературы Цезарь Вольпе (1904—1941), вторым — физик и популяризатор науки Матвей Бронштейн (1906—1938).
  - Внучка — Елена Чуковская (1931—2015), литературовед, химик.
- Сын — Борис Чуковский (1910—1941), инженер-гидротехник; участник Великой Отечественной войны, пропал без вести вскоре после её начала, осенью 1941 года (по другим сведениям — в феврале 1942[43]), возвращаясь из разведки недалеко от Бородинского поля[44].
  - Внук — Евгений Борисович Чуковский (1937—1997), оператор неигрового кино[39].
- Дочь Мария Чуковская (Мурочка; 1920—1931), героиня детских стихов и рассказов.

Единокровная сестра — Генриетта Эммануиловна Левенсон, врач, начальник санитарно-эпидемиологической станции Баку (убита в 1923 году); её сын (племянник Корнея Чуковского) — Владимир Абрамович Рохлин (1919—1984), математик.
Двоюродный брат — Соломон Данилович Левенсон, основатель одесской школы технической термодинамики, профессор. Дочь двоюродной сестры — поэтесса и прозаик Софья Шапошникова.

## Память
- Именем Корнея Чуковского названы улицы в различных населённых пунктах государств бывшего СССР. В 2014 году появилась улица Корнея Чуковского в Санкт-Петербурге.
- В 1992 году энтомологом А. П. Озеровым был описан новый род и вид мух-муравьевидок, названный в честь самого известного литературного героя из отряда Diptera — Mucha tzokotucha[49].
- В память о Корнее Чуковском, по названию альбома «Чукоккала», получил имя астероид (3094) Chukokkala, открытый 23 марта 1979 года Н. С. Черных в Крымской астрофизической обсерватории; название присвоено 11 июля 1987 года[50].
- Памятник К. И. Чуковскому (1987, скульптор Игорь Замедянский[51]) в Переделкино — напротив усадьбы Измалково.
- Правительство Москвы в апреле 2020 года учредило премии имени Корнея Чуковского[52].
- В 2022 году в Санкт-Петербурге к 140-летию со дня рождения писателя презентовали виртуальный музей в виде дачи Корнея Чуковского в Куоккале[53][54].

## Награды
- орден Ленина (29 марта 1957)[55];
- 4 ордена Трудового Красного Знамени (31 января 1939; 28 марта 1962; 15 июля 1965; 28 октября 1967)[56];
- Ленинская премия (1962) — за книгу «Мастерство Некрасова» (1952)[57];
- медали СССР[58];
- почётная степень доктора литературы honoris causa Оксфордского университета (Великобритания)[59].

### Многотомные издания
- Чуковский К. И. Собрание сочинений: В 6 т. — Ил. Анненков и др —М.: Художественная литература, 1965—1969.
- Чуковский К. И. Сочинения в двух томах. — М.: Правда — Огонёк, 1990 / составление и общая редакция Е. Ц. Чуковской
- Чуковский К. И. Собрание сочинений в 5 томах. — М.: Терра — Книжный клуб, 2008.
- Чуковский К. И. Собрание сочинений в 15 томах. — М.: Терра — Книжный клуб, 2001—2009 (электронная версия — 2013).
- Малое собрание сочинений: [16+] — Санкт-Петербург: Азбука: Азбука-Аттикус, 2019. — 636, [1] с.

## Экранизации произведений
Фильмы
- 1938 — «Доктор Айболит» (реж. Владимир Немоляев)
- 1966 — «Айболит-66» (реж. Ролан Быков)
- 1984 — «На миг оглянуться…» (реж. Вячеслав Колегаев)
- 1985 — «Телефон» (короткометражный, реж. Игорь Минаев) — Лембит Ульфсак в роли Чуковского[64]

Мультфильмы
- 1927 — «Мойдодыр» (реж. Мария Бендерская)
- 1927 — «Тараканище» — не сохранился
- 1928 — «Сенька-африканец»
- 1939 — «Мойдодыр» (реж. Иван Иванов-Вано)
- 1939 — «Лимпопо» (реж. Леонид Амальрик, Владимир Полковников)
- 1941 — «Бармалей» (реж. Леонид Амальрик, Владимир Полковников)
- 1941 — «Муха-Цокотуха»
- 1943 — «Краденое солнце» (реж. Иван Иванов-Вано)
- 1944 — «Телефон» (реж. Михаил Цехановский) — снялся в главной роли, также изображён художником
- 1946 — «Павлиний хвост» (реж. Леонид Амальрик, Владимир Полковников)
- 1954 — «Мойдодыр» (реж. Иван Иванов-Вано)
- 1960 — «Муха-Цокотуха» (реж. Борис Дёжкин и Владимир Сутеев)
- 1963 — «Тараканище» (реж. Владимир Полковников) — изображён художником в качестве автора, роль писателя озвучил Юрий Филимонов
- 1973 — «Айболит и Бармалей» (реж. Наталия Червинская)
- 1974 — «Федорино горе» (реж. Наталия Червинская)
- 1974 — «Путаница» («Весёлая карусель», № 6)
- 1976 — «Муха-Цокотуха» (реж. Борис Степанцев)
- 1978 — «Краденое солнце» (реж. Натан Лернер)
- 1981 — «Бибигон»
- 1982 — «Путаница» (Киевнаучфильм, реж. Ирина Гурвич)
- 1983 — «От двух до пяти» — читает текст (использованы архивные прижизненные записи голоса писателя)
- 1984 — «Ваня и крокодил» (реж. Наталья Дабижа)
- 1985 — «Доктор Айболит» (реж. Давид Черкасский)
- 1985 — «Чудо-дерево» («Весёлая карусель», № 16)

### Воспоминания о К. И. Чуковском
- Воспоминания о Корнее Чуковском: [Сборник / Сост. К. И. Лозовская, З. С. Паперный, Е. Ц. Чуковская]. — Москва: Сов. писатель, 1977. — 472 с., 17 л. ил.
- Воспоминания о Корнее Чуковском. — М.: Время, 2012. — ISBN 978-5-91761-140-2
- Нилин А. П. Станция Переделкино: поверх заборов: роман частной жизни. Москва: Редакция Елены Шубиной, 2015. ISBN 978-5-17-087072-1
- Тынянов Ю. Корней Чуковский // Воспоминания о Корнее Чуковском. М.: Советский писатель, 1983.
- Чуковская Л. К. Памяти детства: Мой отец — Корней Чуковский. — М.: Время, 2012. — 256 с., ил. — 3000 экз. — ISBN 978-5-9691-0723-6
- Чуковская Е. «Чукоккала» и около. — М.: Русский мир; Жизнь и мысль, 2014. — 480 с. — (Литературная премия Александра Солженицына). — 2000 экз. — ISBN 978-5-8455-0179-0.
- Чуковский и Жаботинский: история взаимоотношений в текстах и комментариях / Еврейский университет в Иерусалиме; «Ассоциация Мосты культуры / Гишрей Тарбут»; сост. Е. Иванова. — М.: Мосты культуры, 2005; Иерусалим: Гешарим, 5765. — 272 с.: фотогр. — (Прошлый век). — ISBN 5-93273-191-5

### Памятные места
Адреса в Санкт-Петербурге — Петрограде — Ленинграде
- август 1905—1906: Академический переулок, 5;
- 1906 — осень 1917: доходный дом — Коломенская улица, 11;
- осень 1917—1919: доходный дом И. Е. Кузнецова — Загородный проспект, 27;
- 1919—1934: доходный дом — Манежный переулок, 6.
- 1935 — Кирочная, 7, кв. 6.
- 1912: на имя К. И. Чуковского (совместно с И. Е. Репиным) приобретена дача (не сохранилась) в п. Куоккала (п. Репино) наискосок от «Пенатов» И. Е. Репина, где Чуковские жили и зимой. Вот как описывают современники местоположение этой дачи:

Дача выходит в море. Она двухэтажная, с некоторым отзвуком английского коттеджа… Поместье с двух сторон отделено от соседей забором, с третьей стороны — водою ручья, с четвёртой, от берега моря его не отделяло ничего… В 1918 году территория дачи отошла к Финляндии, а сама дача была разграблена… В 1940 году К. И., имея в Москве «полный набор советских благ», пытался отвоевать дачу для сына, но его права на куоккальский дом не признали. Дом стал обкомовской дачей, никогда официально не считался чем-то особенно ценным для российской культуры — и сгорел дотла в 1986 году…— И. Лукьянова, «Корней Чуковский» 2007
Адреса в Москве
- Улица Тверская, дом 6;
- Дом-музей К. И. Чуковского — Москва, пос. Внуковское, пос. ДСК «Мичуринец», ул. Серафимовича, д. 3;
- Памятник К. И. Чуковскому (1987, скульптор Игорь Замедянский[51]) в Переделкино — напротив усадьбы Измалково.

### В кино
В 2023 году стало известно о планах киностудии им. Горького снять полнометражный художественный фильм о писателе. Фильм не будет классической биографией, а расскажет о создании первой детской поэмы «Крокодил» и жизни семьи и друзей Чуковского на берегу Финского залива.

## Комментарии
1. ↑  Хотя литературовед Коган утверждал, что Жаботинский и Чуковский обучались в одном классе гимназии, но одесский краевед Наталья Панасенко считала, что в воспоминания Когана закралась неточность — по её мнению Чуковский с Жаботинским учиться в одном классе никак не могли. Жаботинский учился в той же гимназии несколько лет и оставил её по собственному желанию[16].
2. ↑  Чуковский провёл под арестом 9 дней. Позже он вспоминал речь Грузенберга на судебном процессе так:

— Представьте себе, что я… ну хотя бы вот на этой стене… рисую… ну предположим, осла. А какой-нибудь прохожий ни с того ни с сего заявляет: это прокурор Камышанский. <…> Кто оскорбляет прокурора? Я ли, рисуя осла, или тот прохожий, который позволяет себе утверждать, будто в моем простодушном рисунке он видит почему-то черты уважаемого нами судебного деятеля? Дело ясное: конечно, прохожий. То же происходит и здесь. Что делает мой подзащитный? Он рисует осла, дегенерата, пигмея. И Пётр Константинович Камышанский имеет смелость утверждать всенародно, будто это священная особа его императорского величества, ныне благополучно царствующего государя императора Николая Второго. Пусть он повторит эти слова, и мы будем вынуждены привлечь его, прокурора, к ответственности, применить к нему, к прокурору, грозную 103 статью, карающую за оскорбление величества!— Корней Чуковский. Как я стал писателем[17].
3. ↑  Ю. А. Васнецову